# لورن ریبولت
لورن ریبولت (انگلیسی: Laurent Riboulet; ۱۸ آوریل ۱۸۷۱ – ۴ سپتامبر ۱۹۶۰) تنیس‌باز اهل فرانسه بود.
وی سابقه ۱ قهرمانی در قهرمانی فرانسه در سال ۱۸۹۳ و ۱ نایب قهرمانی در سال ۱۸۹۵ در همین مسابقات را دارا می‌باشد.